# Ian Shanks
Ian Alexander Shanks, né le 22 juin 1948, est un scientifique britannique qui invente la technologie derrière le lecteur de glycémie numérique en 1982, travaillant sur son temps libre alors qu'il est employé chez Unilever. Dans les années 1970, Shanks a fait des recherches importantes sur les écrans à cristaux liquides (LCD) et plus tard sur l'Opto-électronique ,.

## Biographie
Shanks fréquente la Dumbarton Academy, puis obtient un BSc de l'Université de Glasgow puis un doctorat.
En mai 1982, Shanks part travailler à Unilever UK Central Resources Ltd (CRL) au nord de Bedford. Là, alors qu'il travaille dans le contrôle de processus, il invente la technologie qui conduit au lecteur de glycémie numérique. La technologie implique une cellule capillaire incorporant des électrodes recouvertes de glucose oxydase, dans des compteurs utilisés par des millions de diabétiques, révolutionnant ainsi les tests de glycémie. La plupart des entreprises fabriquant les compteurs ont obtenu des licences d'Unipath, filiale de diagnostic médical d'Unilever, jusqu'à ce qu'elle soit vendue à Inverness Medical Inventions en 2001 .
En 1984, Shanks est la plus jeune personne, à 35 ans, à devenir membre de la Royal Society, pour son travail de développement LCD. Il remporte également la médaille et le prix Clifford Paterson en 1994.
Shanks devient chef des sciences physiques et de l'ingénierie au CRL avant de partir en octobre 1986.
Shanks poursuit Unilever en 2006 pour une indemnisation de brevet employé-inventeur en vertu de l'article 40 de la loi de 1977 sur les brevets - initialement sans succès ,. Cependant, dans une décision historique du 23 octobre 2019, la Cour suprême lui accorde 2 millions de livres sterling au motif qu'Unilever a reçu un "avantage exceptionnel" des brevets sur les tests de glycémie .
Shanks a fondé le Collège d'optoélectronique. Il reçoit l'OBE dans les honneurs d'anniversaire de 2012.
Il reçoit en 2025 le Prix Russ (en) « pour l'invention du dispositif de remplissage capillaire électrochimique (eCFD), qui permet aux patients diabétiques et aux soignants de mesurer la glycémie de manière précise et opportune pour la prise en charge du diabète ».